# Rắn ăn trứng Trung Phi
Dasypeltis fasciata là một loài rắn trong họ Rắn nước. Loài này được Smith mô tả khoa học đầu tiên năm 1849.